# Kvillinge
Kvillinge är kyrkbyn i Kvillinge socken i Norrköpings kommun, Östergötlands län. Den ligger sydväst om Jursla och Åby. 
I byn återfinns Kvillinge kyrka.

## Kända personer från orten
- Herman Hjorton (1869–1923), läkare, skapare av Hjortons pulver
- Samuel Älf (1727–1799), präst, skald